# Paneci de Rodes
Paneci de Rodes o Paneti, en llatí Panaetius, en grec antic Παναίτιος (vers 185 aC-109 aC) fill de Nicàgores, fou un gramàtic grec que va néixer a  Rodes, deixeble del gramàtic Crates, que ensenyava a Pèrgam.
Després va anar a Atenes on es va ajuntar amb el filòsof estoic Diògenes de Babilònia i Antípatre de Tars. Va entrar en contacte amb Publi Escipió Emilià pel qual va fer algunes missions diplomàtiques. Va tornar a Atenes on va romandre la major part de la seva vida, i on va coincidir amb el geògraf Polemó. A la mort d'Antípatre de Tars el va succeir al front de l'escola dels estoics.
Va morir a Atenes abans del 111 aC, any en què Luci Licini Cras que el cercava per aprendre d'ell i ja només va trobar al seu deixeble Mnèsarc.

### Obra
La seva obra principal fou un tractat sobre obligacions morals (περὶ του καθήκοντος) en tres llibres, que va escriure trenta anys abans de la seva mort. En aquesta obra es proposava investigar en primer lloc, allò que era moral o immoral. Després, què era útil o no útil i, per acabar, com s'havia de decidir l'aparent conflicte entre allò que és moral i la utilitat, perquè, com a estoic, només podia considerar que aquest conflicte era aparent. El seu deixeble Posidoni va seguir tímidament aquestes opinions, sense acabar de resoldre-les. Així ho afirma Ciceró, que en el seu llibre De officiis (Sobre els deures), diu que va seguir l'obra de Paneci a la seva manera i pren el seu pensament científic sense cap alteració essencial, tot elaborant una obra de contingut nou.
En aquesta obra, Paneci, seguint Aristòtil, Xenòcrates de Calcedònia, Teofrast i sobretot Plató, va suavitzar les teories estoiques dels filòsofs anteriors d'aquesta escola, i sense renunciar a les seves definicions fonamentals, les va modificar per poder-les aplicar a la vida quotidiana, argumentant-ho amb una gran eloqüència. Amb ell comença l'esforç de corregir de manera eclèctica les deficiències de les opinions estoiques i transmetre-les d'una forma nova. Però els neoplatonistes el van acusar de platonista. També va posar en primer lloc la física, i no la dialèctica. Dubtava de la veracitat de l'endevinació. Respecte a l'ètica, deia que hi havia una doble direcció de la virtut, la teòrica i la pràctica, seguint Aristòtil, que distingia entre la dianoètica (virtut racional) i l'ètica (que depèn del costum). Segons Aule Gel·li no admetia la doctrina estoica de l'apatheia i reivindicava la bondat d'algunes sensacions plaents que estaven d'acord amb la naturalesa. Insistia que les definicions sobre la moral havien de ser enteses també per aquells que encara no havien assolit la saviesa, com explica Sèneca.
Diògenes Laerci menciona algunes obres de Paneci: περὶ εὺθυμίας (Sobre la pau de l'ànima) que segurament Plutarc tenia al davant quan va escriure una obra amb el mateix títol, i també περὶ αἱρέσεων una obra sobre les sectes filosòfiques, on feia bones aportacions crítiques.
A les Suïdas, s'hi fa referència a un Paneci de Rodes més antic, encara que no distingeix clarament les aportacions de l'un i de l'altre.